# Fumio Obata
Fumio Obata (Tòquio, anys 70) és un autor de còmic japonés-britànic. Ha treballat també en el camp de l'animació i la il·lustració.
En 1991 s'instal·la al Regne Unit, estudiant a la Glasgow School of Art i el Royal College of Art de Londres, on va eixamplar les seues referències artístiques, que fins aleshores sols tenien com a exemple el Manga. En un primer moment es va dedicar a la il·lustració, realitzant treballs per al grup musical Duran Duran.
L'èxit com a autor de còmic li arriba amb la novel·la gràfica Just so Happens (2014), còmic semi-autobiogràfic on es conta una història de xoc cultural d'una japonesa residint al Regne Unit. Pel fet d'utilitzar una protagonista femenina a una obra amb contingut autobiogràfic, hi va haver lectors que pensaven que es tractava d'una autora. L'estil de dibuix està a mitjan camí entre el manga comercial i el còmic d'autor occidental, amb un grafisme simple però una història complexa.